# Musée paléolithique du Zagros
Le musée paléolithique du Zagros est situé à Kermanchah, au Kurdistan iranien, en Iran. Il contient des collections d'outils en pierre taillée et d'ossements animaux du Paléolithique et du Mésolithique découverts dans divers sites d'Iran. C'est le premier musée iranien consacré à la période paléolithique.

## Historique
Ce musée a été créé en 2007 par Fereidoun Biglari (Musée national d'Iran) et A. Moradi Bisetouni (bureau du Patrimoine culturel iranien à Kermanshah) à Tekieh Biglar Baigi, Kermânchâh. Marjan Mashkour était responsable de l'identification des fossiles animaux pour ce nouveau musée.

## Description
Le musée occupe quatre pièces, présentant les découvertes de divers sites du Paléolithique et du Mésolithique, datant d'1 Ma à environ 6000 av. J.-C..
La première pièce est la pièce audio où les visiteurs peuvent regarder un documentaire sur les outils préhistoriques en pierre et comment les artisans du Paléolithique ont fabriqué ces outils. Un modèle grandeur nature d'un Homme de Néandertal y est exposé.
La deuxième pièce est dédiée aux ossements humains et animaux des sites du Zagros et à quelques répliques de crânes humains des sites paléolithiques célèbres d'Europe et du Proche-Orient. La collection de fossiles de la grotte de Wezmeh est d'importance primordiale. 
La troisième pièce présente des outils en pierre de divers sites du Paléolithique inférieur et du Paléolithique moyen, comme Kashafrud, Ganj Par, Bisitun ou Shiwatoo. Parmi ceux-ci, deux éclats de quartz de Kashafrud sont d'un intérêt particulier.
La quatrième pièce expose des outils en pierre, des os d'animaux, des coquilles et d'autres objets archéologiques du Paléolithique supérieur et du Mésolithique provenant principalement des sites de la région du Zagros.